# Penguins (film)
Penguins è un documentario sulla natura del 2019 diretto da Alastair Fothergill e Jeff Wilson. La storia narra di un pinguino adeliae di nome Steve, che si unisce ai compagni maschi nella gelida primavera antartica nel tentativo di costruire un nido adatto, trovare una compagna e crearsi una famiglia.
Prodotto da Disneynature, il film è stato distribuito negli Stati Uniti il 17 aprile 2019, cinque giorni prima della Giornata della Terra. È il quindicesimo documentario sulla natura distribuito dalla Disney con l'etichetta Disneynature. Il film ha ricevuto recensioni positive dalla critica, che ha evidenziato la "bella fotografia".

## Trama
In Antartide, Steve, un pinguino si prepara a fondare una famiglia, cerca tutto il giorno di impressionare una compagna, ma fallisce nell'intento. Mentre è pronto a rinunciare, incontra Adeline, un pinguino che non ha ancora trovato un compagno. Insieme, iniziano una nuova vita.
Qualche tempo dopo, Adeline depone due uova. Steve se ne va con gli altri maschi alla ricerca di pesci, mentre Adeline si accovaccia sulle sue uova in un nido di roccia. Più tardi, mentre gli altri maschi tornano alla colonia, Steve, che non si è reso conto di essere l'unico rimasto, sta ancora cercando del pesce e viene aggredito da un'orca, ma per fortuna riesce a fuggire. Mentre torna indietro una bufera di neve copre la colonia, tra cui Adeline e le uova, ma riescono a sopravvivere al freddo. Col passare del tempo, le uova si schiudono e Steve è eccitato per la nascita dai suoi nuovi figli. Ma quando è il turno di Adeline di pescare, in quanto i pulcini reclamano il cibo, Steve non ha idea di cosa stia facendo.
Mentre i pulcini crescono, uno di loro è vittima di bullismo da parte di uno Skua, che insieme ad altri, è in cerca di cibo per nutrire i propri pulcini, e Steve gli viene in soccorso. Steve ha del cibo nello stomaco, e pertanto li insegue e finalmente riesce a nutrirli.
Col passare dei mesi, la famiglia viene cacciata da una foca leopardo, uno dei pulcini si finge morto e la foca lascia la preda e la famiglia si riunisce. Dopo i piccoli lasciano la famiglia e iniziano una nuova vita con gli altri giovani, Adeline saluta Steve fino al prossimo anno e Steve fa una passeggiata sulla spiaggia antartica, congratulandosi con se stesso per il suo primo anno da padre.
Poco prima dei titoli di coda, Steve e Adeline si riuniscono su una collina rocciosa un anno dopo, prima di scivolare giù mentre lo schermo diventa nero.

## Distribuzione
Il film è stato distribuito negli Stati Uniti il 17 aprile 2019. In Italia è stato distribuito nel 2020 su Disney+ in versione sottotitolata.

## Accoglienza

### Incassi
Il film al botteghino ha incassato 7,7 milioni di dollari.